# Casa de Pedro Fernández Batanero
La Casa de Pedro Fernández Batanero es un inmueble de estilo racionalista con detalles esgrafiados situado en la calle General Marina del Ensanche Modernista de la ciudad española de Melilla que alberga el Despacho del Cronista Oficial y la Consejería de Economía y Empleo que forma parte del Conjunto Histórico Artístico de la Ciudad de Melilla, un Bien de Interés Cultural.

## Historia
Construido sobre 1907 según proyecto del 14 de marzo de 1907 del ingeniero militar Eusebio Redondo Ballester para el carnicero Pedro Fernández Batanero y reformado entre 1943 y 1944 según proyecto del arquitecto Enrique Nieto con nuevas techos, escalera, patio y fachadas, tras no realizarse la propuesta por Nieto en 1936, para Ruperto Prado Cirre propietario del inmueble tras comprarlo a Marcelino Fernández Muñoz. En el 2014 se instaló un ascensor y se habilitó su bajo norte, derecha, para Despacho del Cronista Oficial.

## Descripción
Consta de planta baja y principal, más los cuartos de la azotea y está construido con paredes de mampostería de piedra local y ladrillo macizo, con vigas de hierro y bovedillas de ladrillo macizo para los techos y dispone de planta baja, cuatro sobre esta y otra retranqueada.
Sus fachadas presentan bajos austeros y su planta principal balcones con rejerías y un mirador en cada fachada, presentando una decoración esgrafiada sobre sus ventanas.